# Alfabeto grantha
El grantha (Tamil: கிரந்த, translit. Kiranta eḻuttu; Malayalam: ഗ്രന്ഥലിപി; sánscrito: न्रन्थलिपिः, translit. Grantha lipi) es un alfabeto indio que fue utilizado ampliamente entre el siglo VI y el siglo XX por Tamil y Malayalam en el sur. India, particularmente en Tamil Nadu y Kerala, para escribir sánscrito y el lenguaje clásico Manipravalam, y todavía tiene un uso restringido en las escuelas védicas tradicionales (sánscrito veda pāṭhaśālā). [1] Es un alfabeto brahmico, que ha evolucionado desde el Tamil-Brahmi. [2] El script de Malayalam es un descendiente directo grantha, al igual que los scripts de Tigalari y Sinhala.
La creciente popularidad de Devanagari para el sánscrito y la presión política creada por el Tanittamil Iyakkam [3] para su reemplazo completo por el moderno script tamil (junto con la promoción de Devanagari como un script sánscrito pan-indio) condujo a su progresivo desuso y abandono. en Tamil Nadu a principios del siglo XX, a excepción de la literatura religiosa hindú especializada. El alfabeto grantha aún vive en Tamil Nadu, aunque en estado reducido.

## Historia
En sánscrito, grantha es literalmente "un nudo". [4] Es una palabra que se usó para libros y el alfabeto que se usó para escribirlos. Esto se deriva de la práctica de unir hojas de palmera inscritas utilizando una longitud de hilo sujeta por nudos. Aunque el sánscrito ahora se escribe principalmente con Devanagari, Grantha fue ampliamente utilizado para escribir sánscrito en las partes de habla tamil del sur de Asia hasta el siglo XIX. Los eruditos creen que el alfabeto grantha se usó cuando los Vedas se pusieron por escrito alrededor del siglo V d. C. [cita requerida] A principios del siglo 20, comenzó a ser reemplazado por Devanagari en textos religiosos y académicos y el alfabeto tamil (con El uso de diacríticos) en textos populares.
El Grantha también se usó históricamente para escribir Manipravalam, una mezcla de Tamil y Sánscrito que se usó en la exégesis de los textos de Manipravalam. Esto se convirtió en un sistema de escritura bastante complejo que requería que las palabras en tamil se escribieran en la escritura tamil y que las palabras en sánscrito se escribieran en la escritura grantha. Para el siglo XV, esto había evolucionado hasta el punto de que ambos scripts se utilizarían dentro de la misma palabra: si la raíz se derivaba del sánscrito, se escribiría en el script grantha, pero se escribirían los sufijos tamiles que se añadieran. utilizando el script tamil. Este sistema de escritura quedó fuera de uso cuando Manipravalam disminuyó en popularidad, pero se acostumbraba a usar la misma convención en ediciones impresas de textos escritos originalmente en Manipravalam hasta mediados del siglo XX.
En los tiempos modernos, el alfabeto grantha se usa en ciertos contextos religiosos por los hindúes ortodoxos de habla tamil. En particular, utilizan el alfabeto para escribir el nombre de un niño por primera vez durante la ceremonia de nombramiento, y para escribir la parte sánscrita de las tarjetas de boda tradicionales y los anuncios de los últimos ritos de una persona. También se utiliza en muchos almanaques religiosos para imprimir resúmenes de fórmulas tradicionales del próximo año.
- Datos: Q1119274
- Multimedia: Grantha script / Q1119274